# La viaccia
 La viaccia és una pel·lícula italo-francesa de Mauro Bolognini estrenada el 1961. Ha estat doblada al català.

## Argument[2]
Amerigo deixa el seu poble per anar a Florència per treballar amb el seu oncle. Coneix Bianca que treballa en un prostíbul. És enviat a casa pel seu oncle a qui roba diners per finançar la seva relació amb la jove. Amerigo torna al seu camp natal. Avorrit, torna a Florència i és contractat al bordell on Bianca treballa per tal de ser encara més prop de la seva dulcineae. La gelosia, la seva relació arrosseguen el jove cap a la seva perdició, descobreix la perfídia de la societat.

## Repartiment
- Jean-Paul Belmondo: Amerigo Casamonti
- Claudia Cardinale: Bianca
- Pietro Germi: Stefano, el pare d'Amerigo
- Emma Baron: Giovanna, la mare d'Amerigo
- Paul Frankeur: Ferdinando
- Romolo Valli: Dante
- Paola Pitagora: la companya de Dante
- Gabriella Pallotta: Carmelinda
- Gina Sanmarco: l'arrendatària del prostíbul
- Marcella Valeri: Beppa

## Al voltant de la pel·lícula
La Viaccia  abunda en reminiscències literàries: Maupassant, Zola, els Goncourt… 
| « | Hi ha de totes maneres la recreació del camp i de Florència finals de segle, una mena de punt de sortida d'un itinerari de la memòria | » |

En la reconstrucció d'un univers conflictiu Mauro Bolognini efectua una recuperació del passat de manera incontestable vinculada a la seva pròpia experiència biogràfica. La Toscana dels seus orígens es convertirà, des de llavors en 
| « | l'epicentre de la seva atenció figurativa | » |

.
 La Viaccia  representa, amb escreix, un destacable èxit plàstic: 
| « | L'operador Leonida Barboni i el decorador Piero Tosi, eminent col·laborador de Luchino Visconti, han sabut preparar per a Bolognini admirables marcs | » |

, destaca Freddy Buache.

Tanmateix, Bolognini, sovint titllat de formalista, adverteix l'espectador: 
| « | De manera general, crec que les meves recerques formals no constitueixen mai un objectiu en si mateix. Quan rodo a Florència o a Roma, busco sempre, en aquests carrers, en aquests vestits, la vida. (...) Piero Tosi ha treballat en la veracitat del vestuari anant a escorcollar als baguls dels pagesos i agafant tota mena de roba. (...) | » |

## Premis i nominacions
Nominacions
- 1961: Palma d'Or a la millor pel·lícula